# Plourac'h
Plourac'h är en kommun i departementet Côtes-d'Armor i regionen Bretagne i nordvästra Frankrike. Kommunen ligger i kantonen Callac som tillhör arrondissementet Guingamp. År 2022 hade Plourac'h 350 invånare.

## Befolkningsutveckling
Antalet invånare i kommunen Plourac'h
Referens:INSEE